# Halasuru, Kanakapura
Halasuru là một làng thuộc tehsil Kanakapura, huyện Ramanagara, bang Karnataka, Ấn Độ.